# Orangefarbene Mehlscheibe
Die Orangefarbene Mehlscheibe (Aleurodiscus amorphus) ist eine Pilzart aus der Familie der Schichtpilzverwandten. Sie bildet einjährige scheiben- oder schüsselförmige Fruchtkörper aus, die auf absterbenden und toten Ästen wachsen. Die Fruktifikation erfolgt meist im Spätherbst bis Frühling, kann aber das ganze Jahr über stattfinden. Die Art ist holarktisch verbreitet und kommt in der gemäßigten Zone vor.

## Merkmale

### Makroskopische Merkmale
Die Orangefarbene Mehlscheibe besitzt 3–10 mm große, rundliche, scheiben- oder schüsselförmige Basidiocarpien. Ihr Rand ist leicht überstehend bis aufgebogen. Im Frischzustand ist das Hymenium kräftig orangerosa, beim Trocknen wird es orangeocker. Der Rand und die Unterseite sind stets weiß und fein filzig.

### Mikroskopische Merkmale
Wie bei allen Mehlscheiben ist die Hyphenstruktur der Orangefarbenen Mehlscheibe monomitisch, besteht also nur aus generativen Hyphen. Die hyalinen Basidien sind vier-, selten zweisporig. Die auf ihnen sitzenden Sporen sind breit ellipsoid, 20–26 × 16–20 µm groß. In Melzers Reagenz erscheinen sie warzig, in KOH hingegen glatt. Die Hyphen besitzen keine Schnallen oder Dendrohyphidien (wurzelähnliche Hyphenenden im Hymenium).

## Verbreitung
Das Artareal der Orangefarbenen Mehlscheibe ist holarktisch und beschränkt sich weitgehend auf die gemäßigte Zone. Als häufiger Besiedler von Weiß-Tannen (Abies alba) ist der Pilz eng an deren Verbreitungsgebiet gebunden.

## Ökologie
Die Orangefarbene Mehlscheibe ist ein Saprobiont, der  absterbende und tote Äste und Zweige von Weiß-Tannen, seltener Gemeinen Fichten (Picea abies) befällt. Häufig ist die Art mit anderen Pilzen, etwa Hymenochaete cruenta und Lachnellula spp. vergesellschaftet. Sie dient oft als Wirt für den Mehlscheiben-Zitterling (Tremella mycophaga). Meist ist die Orangefarbene Mehlscheibe in niederschlagsreichen, luftfeuchten Lagen in Wäldern mit hohem Tannenbestand zu finden.